# مول أمريكا
مول أمريكا (بالإنجليزية: Mall of America)‏ هو أكبر مركز للتسوق بالولايات المتحدة يقع في مدينة بلومنغتون وهي ضاحية من ضواحي مينيابوليس بولاية مينيسوتا الأمريكية، وقد تم إنشاءه من قبل الإخوة اليهود إيرانيين غيرميزيان (بالإنجليزية: Ghermezian family)‏.
فتح المركز أبوابه في 11 أغسطس 1992، بمساحة إجمالية تقدر ب390،000 متر مربع، منها 258،000 متر مربع منطقة مخصصة فقط للمحلات التجارية والمبيعات، وبذلك يعد ثاني أكبر مركز تجاري للتسوق في العالم في أمريكا الشمالية من حيث المساحة بعد ويست إدمونتون مول في مدينة إدمونتون بكندا والأول بالعالم في عدد المخازن بإجمالي 522 محل، قريبا سيتم مضاعفة مساحة مول أمريكا مما يجعله أكبر مركز تسوق في العالم.